# Port lotniczy Tiko
Port lotniczy Tiko (IATA: TKC, ICAO: FKKC) – port lotniczy położony w Tiko, w Kamerunie. 